# Рено II (граф Бара)
Рено II (фр. Renaud II; нем. Rainald II; ок. 1122 — 25 июля или 25 ноября 1170), граф Бара и сеньор Муссона с 1149, сын Рено I, графа Бара и сеньора Муссона, и Гизелы, дочери графа Водемона Жерара I, представитель Монбельярского дома.

## Биография
В 1135 году Рено, его отец и старший брат Гуго участвовали в церковном соборе в Меце. Вместе с отцом, братом Тьерри и дядей Этьеном, епископом Меца, Рено принял участие во втором крестовом походе в 1147 году. На обратном пути, в 1149 году, его отец умер в Средиземном море, после чего Рено стал графом Бара.
Он возобновил войну с традиционными врагами — Лотарингским герцогством и епископством Мец, разгромив последнее в битве при Тирси в 1153 году. После нападения на аббатство Сен-Мийель в 1152 году, Рено был отлучен от церкви. Чтобы загладить свою вину, ему пришлось внести пожертвования в несколько монастырей. Рено умер в 1170 году и был похоронен в Сен-Мийеле.

## Брак и дети
Жена с 1155: Агнес де Блуа (ум. 7 августа 1207), дочь Тибо IV, графа Блуа и Труа. Дети:
- Генрих I (1158—14 или 19 октября 1190, Акра), граф Бара с 1170
- Тибо I (1158/1160—12 или 13 февраля 1214), граф Бара с 1190
- Рено (умер 9 декабря 1217), епископ Шартра в 1182—1217
- Гуго (ум. 25 июля 1192), каноник в Шартре
- Гавида, аббатиса в Клерфонтене